# 永松亮
永松 亮（ながまつ りょう、1982年 - ）は、主にゲームミュージックを手掛ける日本の作曲家。元任天堂所属、株式会社RHミュージック代表取締役。

## 人物
小学校6年生の時に独学でピアノを始める。2006年には、島村楽器が実施する音楽コンテスト「録れコン」に応募した楽曲『世界が暖まる日』で楽曲賞を受賞。
2006年任天堂情報開発本部に配属。かつて任天堂が行っていた会員サービス「クラブニンテンドー」で配布された音楽CD『Touch! Generations サウンドトラック』内の楽曲「タイトル 生演奏ver. （Wii Sports）」においては、リコーダーやピアノなどの腕を披露している。
作曲活動の傍らで映像制作も行っており、2017年の富山映像大賞では自ら主演・脚本・監督・音楽・効果音・編集を担当したショートムービー『やまびこ山』で「ネクストスフィア賞」を受賞している。
2023年4月30日をもって任天堂を退職し、株式会社RHミュージックを設立、代表取締役となった。

## 作品
特記のない項目は作曲を担当。

### 任天堂時代

#### ゲーム
- はじめてのWii（2006年） - 田中しのぶと共同
- Wiiでやわらかあたま塾（2007年）
- 大乱闘スマッシュブラザーズX（2008年） - 一部楽曲提供
- マリオカートWii（2008年） - 太田あすかと共同
- Wii Sports Resort（2009年）
- New スーパーマリオブラザーズ Wii（2009年） - 藤井志帆と共同
- スーパーマリオギャラクシー2（2010年） - 横田真人、近藤浩治と共同[6]
- Nintendo Land（2012年）
- ゼルダの伝説 神々のトライフォース2（2013年）
- マリオカート8（2014年） - 朝日温子、藤井志帆、岩田恭明と共同
- 大乱闘スマッシュブラザーズ for Nintendo 3DS / Wii U（2014年） - 一部楽曲の編曲
- ゼルダの伝説 トライフォース3銃士（2015年）
- Tank Troopers（2016年） - 作曲、効果音
- スプラトゥーン2（2017年） - 峰岸透・藤井志帆と共同
- ゼルダの伝説 夢をみる島（2019年） - Nintendo Switch版、編曲
- マリオカート ライブ ホームサーキット（2020年）
- スプラトゥーン3（2022年） - 須戸敏之、峰岸透、藤井志帆、高橋優海、土肥紗也子と共同

#### その他
- 『Touch! Generations サウンドトラック』の一部楽曲の編曲、演奏（2008年）
- 『PRESS START -Symphony of Games- 2011』「スーパーマリオギャラクシー2」のオーケストラ編曲（2011年）[7]
- 『ゼルダの伝説30周年記念コンサート』「神々のトライフォース2&3銃士メドレー」のオーケストラ編曲（2016年）[8]

### RHミュージック時代

#### ゲーム
- スゴイツヨイトウフ（2024年、Phoenixx）[9] - 作曲、ゲーム内ムービーの制作[10]
- TRIBE NINE（2025年、アカツキゲームス） - 高田雅史と共同[11]

#### その他
- ホビーショップ「あみあみ」の店舗・CM用楽曲『Figure Friend! AmiAmi』（2024年） - 作詞、作曲[12][13]